# جام باشگاه‌های تهران ۱۳۶۷
جام باشگاه‌های تهران ۱۳۶۷ یادوارهٔ شهدای ۱۷ شهریور ۱۳۵۷ دوره‌ای از مسابقات جام باشگاه‌های تهران بود که در سال ۱۳۶۷ برگزار شد و با قهرمانی پرسپولیس به پایان رسید. این فصل از بازیها با حضور ۱۶ تیم در یک گروه برگزار شد. این بازیها از اواسط خرداد ۱۳۶۷ آغاز شد و اوایل آبان ماه ۱۳۶۷ به پایان رسید.

## جدول رده‌بندی
| رتبه | باشگاه           | بازی | برد | مساوی | باخت | گل‌زده | گل‌خورده | امتیاز |
| ---- | ---------------- | ---- | --- | ----- | ---- | ----- | ------- | ------ |
| ۱    | پرسپولیس         | ۱۵   | ۱۱  | ۴     | ۰    | ۲۸    | ۷       | ۳۷     |
| ۲    | دارایی           | ۱۵   | ۹   | ۴     | ۲    | ۲۷    | ۱۴      | ۳۱     |
| ۳    | استقلال          | ۱۵   | ۶   | ۷     | ۲    | ۱۶    | ۱۲      | ۲۵     |
| ۴    | اکباتان          | ۱۵   | ۶   | ۶     | ۳    | ۱۷    | ۱۲      | ۲۴     |
| ۵    | بانک ملی         | ۱۵   | ۶   | ۵     | ۴    | ۲۰    | ۱۶      | ۲۳     |
| ۶    | بنیادشهید        | ۱۵   | ۵   | ۶     | ۴    | ۱۳    | ۱۱      | ۲۱     |
| ۷    | راه‌آهن           | ۱۵   | ۳   | ۱۰    | ۲    | ۱۴    | ۱۲      | ۱۹     |
| ۸    | نیروی زمینی      | ۱۵   | ۳   | ۹     | ۳    | ۱۱    | ۱۰      | ۱۸     |
| ۹    | وحدت             | ۱۵   | ۳   | ۸     | ۴    | ۱۵    | ۱۳      | ۱۷     |
| ۱۰   | شاهین            | ۱۵   | ۳   | ۸     | ۴    | ۱۵    | ۱۶      | ۱۷     |
| ۱۱   | گسترش            | ۱۵   | ۳   | ۷     | ۵    | ۱۱    | ۱۷      | ۱۶     |
| ۱۲   | تهرانجوان        | ۱۵   | ۳   | ۶     | ۶    | ۱۲    | ۱۵      | ۱۵     |
| ۱۳   | بوتان            | ۱۵   | ۴   | ۳     | ۸    | ۱۲    | ۱۹      | ۱۵     |
| ۱۴   | پاس              | ۱۵   | ۴   | ۳     | ۸    | ۱۱    | ۱۸      | ۱۵     |
| ۱۵   | بانک صنعت و معدن | ۱۵   | ۱   | ۹     | ۵    | ۸     | ۱۶      | ۱۲     |
| ۱۶   | هما              | ۱۵   | ۰   | ۶     | ۹    | ۱۱    | ۳۳      | ۶      |

منبع

## گلزنان برتر
| # |                    | تعداد گل | تیم         |
| - | ------------------ | -------- | ----------- |
| ۱ | فرشاد پیوس         | ۱۳       | پیروزی      |
| ۲ | صمد مرفاوی         | ۸        | دارایی      |
| ۲ | محمد فلاحتی        | ۸        | نیروی زمینی |
| ۳ | مهرداد امینی‌شیرازی | ۷        | بنیاد شهید  |

منبع